# Al pie de la letra (programa de televisión)
Al pie de la letra fue la versión española del concurso musical estadounidense The Singing Bee. Presentado por Javier Estrada, se emitía diariamente en la franja access prime time de Antena 3. Emitido en la temporada 2007-2008, se estrenó el 25 de diciembre de 2007 y finalizó el 9 de enero de 2009.

## Formato
El programa era un concurso de tipo karaoke que constaba de tres fases eliminatorias en las que el concursante debía demostrar su conocimiento de las canciones. El ganador del programa diario pasaba a la final semanal que se emitía los viernes. En la final el concursante debía cantar sin cometer errores un máximo de siete canciones para ganar hasta 50.000€.
Paralelamente al concurso en televisión, en Internet, se desarrollaba una versión on-line llamada Red karaoke que consistía en reconocer la mayor cantidad de canciones posibles y demostrarlo grabando hasta un máximo de cinco al azar. En pantalla aparece la letra de las canciones y en distintos momentos es sustituida por asteriscos. El ganador de cada semana en Internet tiene la posibilidad de acudir al concurso de televisión como concursante.

## Los cantantes

### Sandra Polop
Sandra Polop Navarro es una cantante española, de la cual se destaca su participación en el concurso musical Operación triunfo (en su cuarta edición, 2005). Ha participado también en el musical Jesucristo Superstar y en el programa Los mejores años de nuestra vida canción a canción, además de ser la vocalista del grupo El Secreto de Alex.

### Anabel Dueñas
Se dio a conocer como concursante del concurso Operación Triunfo. Cuando acabó Al pie de la letra participó en Los mejores años de nuestra vida canción a canción.

### Mercedes Durán
Concursante de la quinta entrega de Operación Triunfo. Ha trabajado en varios musicales, en la obra "Pares y Nines" junto con Pepe Sancho y Manolo Cal, y en el programa ¡Qué tiempo tan feliz! de Telecinco.

### Guillermo Martín
Participó en la cuarta edición de Operación Triunfo junto a Sandra Polop y fue miembro de Generación OT. También ha trabajado en varios programas de televisión como cantante y actor.

## Ganadores
- 25.12.07 Elsa 50.000 euros (Máximo)
- 29.01.08 Pilar 50.000 euros (Máximo)
- 13.02.08 Héctor 50.000 euros (Máximo)
- 15.02.08 Malú 50.000 euros (Máximo)
- 22.02.08 Chica 50.000 euros (Máximo)